# Johann Adolph Erdmann Schmidt
Johann Adolph Erdmann Schmidt (auch: Johann Adolf Erdmann Schmidt; * 4. Mai 1769 in Leipzig; † 7. September 1851 (Sterbeort unbekannt, wahrscheinlich ebenfalls Leipzig)) war ein deutscher Philologe, Universitätsdozent und Autor mehrerer Wörterbücher, die bis ins 20. Jahrhundert hinein neu aufgelegt wurden. Zwischen dem Wintersemester 1817 und dem Wintersemester 1847 lehrte er Russisch und Neugriechisch an der Universität Leipzig.

## Leben
Schmidt ging in Leipzig zunächst auf die Nikolaischule und studierte im Anschluss an der dortigen Universität. Danach arbeitete er als Dolmetscher und war amtlicher Übersetzer beim kaiserlich-russischen Generalkonsulat im Königreich Sachsen. Da er hauptsächlich während der Leipziger Messe gefragt war, hatte er nebenher genügend Zeit, sich der Arbeit an Wörterbüchern, Grammatiken und Sprachlernbüchern zu widmen. Er verfasste Werke über die deutsche, russische, neugriechische, französische, englische, polnische, türkische und albanische Sprache. Ohne selbst in Griechenland gewesen zu sein, stellen seine Lehrbücher, Lexika und Sprachführer zu den Balkansprachen wichtige Hilfsmittel für die im Philhellenismus Engagierten dar. Schmidt war zeitweise außerdem Redakteur der Leipziger Messekataloge.

## Werke (Auswahl)
- Neugriechische Sprachlehre. Leipzig 1808. (Digitalisat)
- Kleiner russischer Dolmetscher (...) nebst einer Schilderung der russischen Krieger. Leipzig 1813.
- Neugriechischer Dolmetscher, nebst türkischem und albanesischem. Leipzig 1823.
- Hilfsbuch zur Erlernung der neugriechischen Sprache. Leipzig 1824.
- A complete german Grammar in a systematic order for the use of Englishmen. 2 Bände, 1828.
- Polnisch-russisch-deutsches Wörterbuch. 2 Teile, Leipzig 1836.
- Vollständiges deutsch-neugriechisch-französisches Wörterbuch. Leipzig 1840.
- Vollständiges russisch-deutsches und deutsch-russisches Wörterbuch. Zum Gebrauch beider Nationen. 2 Bände, Leipzig 1866. Digitalisierte Ausgabe der Universitäts- und Landesbibliothek Düsseldorf